# Коккінакі Володимир Костянтинович
Володи́мир Костянти́нович Коккіна́кі (нар. 12 (25) червня 1904, Новоросійськ — 7 січня 1985, Москва) — радянський льотчик-випробувач, двічі Герой Радянського Союзу (1938, 1957), заслужений льотчик-випробувач СРСР (1959), генерал-майор авіації (1943). Старший брат Героя Радянського Союзу К. К. Коккінакі.

## Життєпис
З родини понтійських греків. В 1921 році закінчив три класи початкової школи. Працював у колгоспі на виноградних плантаціях, був матросом і вантажником у порту. З грудня 1925 а — в РСЧА, до липня 1927 служив у піхоті. В 1928 у закінчив Ленінградську військово-теоретичну школу ВВС, в 1930 році — Борисоглєбську військову авіаційну школу льотчиків. Служив у стройових частинах ВПС МВО. У квітні-грудні 1931 року — льотчик-інструктор Ленінградської військово-теоретичної школи ВВС.
21 листопада 1935 року на літаку І-15 досяг висоти 14 575 метрів (неофіційний світовий рекорд). 20 квітня 1936 року вперше в країні виконав петлю Нестерова на двомоторному літаку. 27 червня 1928–1938 — на літаку ЦКБ-30 «Москва» зі штурманом О. М. Бряндинським здійснив безпосадочний переліт за маршрутом Москва — Далекий Схід протяжністю 7 580 кілометрів. 28-29 квітня 1939 року на літаку ЦКБ-30 «Москва» з штурманом М. Х. Гордієнко здійснив безпосадочний переліт Москва — Північна Америка (за маршрутом Москва — Новгород — Гельсінкі — Тронгейм — Ісландія — мис Фарвель (південний край Гренландії) — острів Міскоу) протяжністю 8000 кілометрів.
Коккінакі належать також 22 світові рекорди.
Керівник випробувань нових типів літаків (1941—1945). Віце-президент (1961), президент (1967- 1968), з грудня 1968 року — почесний президент Міжнародної авіаційної федерації.

## Нагороди
- Ленінська премія (1960)
- Медаль «Золота Зірка» Героя Радянського Союзу № 77 (1938)
- Медаль «Золота Зірка» Героя Радянського Союзу № 179 (1957)
- 6 орденів Леніна (1936, 1938, 1939, 1945, 1951, 1984)
- Орден Жовтневої Революції (1974)
- 3 ордена Червоного Прапора (1944, 1945, 1957)
- 2 ордена Вітчизняної війни 1-го ступеня (1944, 1947)
- 4 орденами Червоної Зірки (1939, 1941, 1944, 1969)
- медалі
- іноземні нагороди
- Золота медаль авіаційна ФАІ (1965)
- Заслужений льотчик-випробувач СРСР (1959)
- Заслужений майстер спорту СРСР (1959)